# Isabel Rodà de Llanza
Isabel Rodà de Llanza (Barcelona, 25 de setembre de 1948) és una epigrafista i arqueòloga catalana, professora universitària i acadèmica de l'Acadèmia de Bones Lletres de Barcelona.
El 1970 es llicencià en Filosofia i Lletres (especialitat història antiga) per la Universitat de Barcelona, on es doctorà el 1974. Treballà al Museu d'Història de Barcelona com a auxiliar d'institucions culturals de 1968 al 1976 i com a conservadora tècnica de 1976 a 1980. Durant aquests anys va fer diverses excavacions a Bàrcino.
El 1972 començà a treballar com a professora auxiliar a la Universitat Autònoma de Barcelona, el 1985 esdevingué professora titular d'arqueologia i el 1993 catedràtica a la mateixa universitat.
Va ser directora de l'Institut Català d'Arqueologia Clàssica del gener de 2007 al desembre del 2012. Actualment hi col·labora activament com a Investigadora adscrita (R4) a l'Àrea de recerca. Equip de recerca: Arqueometria i Produccions Artístiques (ArPA) i com a Codirectora científica de la Unitat d'Estudis Arqueomètrics, Serveis científicotècnics.
Especialitzada en epigrafia, escultura i arqueologia romanes, de 1989 a 1993 va codirigir les excavacions del jaciment romano-medieval de Santa Maria de Panissars (el Pertús-la Jonquera), i el 1990 participà en l'estudi de les inscripcions de les escultures de l'Augusteum de Narona (Croàcia). És acadèmica de la Reial Acadèmia de Belles Arts de Sant Jordi, des de 2011 és membre d'Honor de la Societat Arqueològica de Croàcia, i des de 2015 és també acadèmica de l'Acadèmia de Bones Lletres de Barcelona.

## Obres
- (coautora) Inscriptions romaines de Catalogne. II, Lérida, 1985
- Catàleg de l'epigrafia i de l'escultura clàssiques del Museu Episcopal de Vic (1989)
- Ciencias, metodologías y técnicas aplicadas a la Arqueología (1992).
- (coautora) Les trophées de Pompée dans les Pyrénées (71 avant J.-C),  58 supl. De Gallia, París 2008.
- (coautora) Puig, Ferran, Rodà, Isabel (2010), Les muralles de Barcino, MUHBA, Barcelona.
- Rodà, Isabel (2014). Urbanisme i monumentalització: Roma i les ciutats a Catalunya. Editorial UOC.
- (coautora) Història Mundial de Catalunya (2018)
- (coautora) Vides catalanes que han fet història (2020). Edicions 62.[1][2][4]